# Erntejahr
Ein Erntejahr (engl. harvest year, crop year) ist die Zeitspanne von einer landwirtschaftlichen Ernte bis zur nächsten Ernte. In den mittleren Breiten handelt es sich meist um ein Kalenderjahr. In anderen Klimazonen können aber in einem Kalenderjahr mehrere Ernten eingebracht werden. In diesem Fall gibt es in dann zwei oder mehr Erntejahre in einem Kalenderjahr. Wechselt man den Betrachtungsfokus von einer Wirtschaftszone auf die weltweite Situation, dann gibt es auch bei Früchten der mittleren Breiten mehrere Ernten im Jahr, je eine auf der Süd- und eine auf der Nordhalbkugel der Erde. Bei landwirtschaftlichen Produkten aus den Tropen gibt es häufig keine spezifische Erntezeit, weil die Frucht rund ums Jahr geerntet werden kann.
Komplexer wird die Definition, wenn auf einem Feld verschiedene Pflanzen kultiviert werden, bzw. eine Haupt- und eine Nebenfrucht angepflanzt wird, wenn also in der Hauptsaison Getreide, Hülsenfrüchte oder Ölpflanzen angebaut werden und nach der Ernte eine Zwischenfrucht angebaut wird. In diesem Fall gilt das Erntejahr als der Zeitraum vom Abschluss der Ernte der Vorfrucht und dem Beginn der Stoppelbearbeitung bis zum Abschluss der Ernte der Folgefrucht.
Bei der Gewächshausaufzucht entfällt die Relevanz des Erntejahres vollständig, da so die Früchte rund ums Jahr in konstanten Mengen geerntet werden können. Gleichzeitig bleibt diese Form der Landwirtschaft vorerst vergleichsweise hochwertigen Früchten vorbehalten, bei denen die Frische ein wesentlicher Faktor in der Vermarktung ist.

## Statistik
Die Definition des Erntejahres wird für statistische Zwecke in einer Volkswirtschaft als Ganzes festgelegt. Dabei kommt es von Land zu Land zu Unterschieden, aber auch innerhalb eines Landes kann es unterschiedliche Erntejahre geben. In der Europäischen Union wird das Erntejahr definiert als Der Ausdruck „Erntejahr“ bezeichnet das Kalenderjahr, in dem die Ernte beginnt. Verschieben sich langfristig die Erntezeiten beispielsweise durch Klimaveränderungen, dann wird das statistische Erntejahr ggf. auch neu definiert.

## Wirtschaftliche Bedeutung
Schon seit Anbeginn der Landwirtschaft muss eine Ernte für die Versorgung so lange aufbewahrt werden, bis die Folgeernte verfügbar wird. Landwirtschaft basierte also auch auf Technologien zur mittelfristigen Aufbewahrung von Lebensmitteln, beispielsweise durch Trocknung, Silage und ähnlichen Verfahren. So muss auch heute ein großer Teil der Getreideernte eingelagert werden, was eine entsprechende Planung von Lagerraum in Silos erforderlich macht. Andere landwirtschaftliche Produkte, beispielsweise Kartoffeln oder Äpfel müssen in CA-Lagern aufbewahrt werden, wenn sie nicht zeitnah in haltbarere Produkte umgewandelt werden können, beispielsweise Saftkonzentrat, Kartoffelstärke usw.
Naturgemäß hat das hohe Angebot während der Ernte einen senkenden Einfluss auf die Preise, während diese bis zum Ende des Erntejahres ansteigen können. Im Verlauf des Erntejahres wird das Angebot abnehmen und die Kosten für die Lagerung sich aufsummieren, wodurch die Preise im Allgemeinen steigen. Die Substitution der Ernten einer Wirtschaftsregion durch die Ernten anderer Wirtschaftsregionen, beispielsweise Weizen aus den USA (Erntejahr Ende Juni bis Anfang Juni) und Australien (Erntejahr Ende Januar bis Anfang Februar) macht einen großen Teil des internationalen Handels mit landwirtschaftlichen Produkten aus. Mit zunehmender Internationalisierung des Handels musste so die Gesamtbetrachtung auch ausgeweitet werden. Insbesondere bei börslich gehandelten Waren wie Weizen und Soja werden die Preiseffekte durch den Handel mit Terminkontrakten und Optionen zusätzlich beeinflusst.